# Bigbig Studios
Bigbig Studios Ltd. was een Brits computerspelontwikkelaar, opgericht in 2001 door een team van oud-medewerkers van Codemasters. Hun eerste computerspel was Pursuit Force uit 2005.
Bigbig Studios werd opgericht met hulp van Evolution Studios. Beide studios werden overgenomen door Sony Interactive Entertainment in september 2007, dat ook werd bevestigd in een interview. Bigbig Studios kreeg de opdracht om exclusief te werken aan speltitels voor de PlayStation Portable (PSP) en PlayStation Vita.
Op 10 januari 2012 maakte Sony bekend dat Bigbig Studios werd gesloten om zich op andere ontwikkelstudios te kunnen richten.

## Ontwikkelde spellen
| Jaar | Titel                          | Platform                            |
| ---- | ------------------------------ | ----------------------------------- |
| 2005 | Pursuit Force                  | PlayStation Portable                |
| 2007 | Pursuit Force: Extreme Justice | PlayStation Portable                |
| 2009 | MotorStorm: Arctic Edge        | PlayStation Portable, PlayStation 2 |
| 2012 | Little Deviants                | PlayStation Vita                    |